# Marlène Leroy
 (août 2017).
Si vous disposez d'ouvrages ou d'articles de référence ou si vous connaissez des sites web de qualité traitant du thème abordé ici, merci de compléter l'article en donnant les références utiles à sa vérifiabilité et en les liant à la section « Notes et références ».
Marlène Leroy est l'un des personnages de la série Les Petits Meurtres d'Agatha Christie. Elle est la secrétaire particulière du commissaire Swan Laurence au commissariat de Lille. Elle en est secrètement amoureuse. Sa meilleure amie est Alice Avril, reporter à La Voix du Nord. Marlène s'interpose souvent entre Alice et Laurence quand ils se chamaillent.

## Biographie
Nous disposons de peu d'éléments. Elle est née en France, à Lille, le 13 mars 1930 d'une mère institutrice et d'un père homme d'affaires. Elle a une sœur, Solange Vanilos, qui est tout le contraire de Marlène tant physiquement que psychologiquement.

## Caractéristiques
Laurence doit à son prédécesseur lillois d’avoir une secrétaire particulière. Marlène a une cervelle d’oiseau : il sera facile pour Alice de lui soutirer les informations que ne lui donne pas Laurence. Avril essaye aussi de convaincre Marlène que les hommes, et en particulier Laurence, sont d’indécrottables machos. Mais Marlène reste totalement imperméable aux arguments d’Avril... 
Marlène est femme jusqu’au bout de ses ongles longs et vernis. Une cause perdue pour Alice, mais en même temps, les deux femmes, totalement différentes, sont meilleures amies. Marlène lui apprend aussi les règles vestimentaires (exemple : on ne mélange pas les pois et les carreaux, et on harmonise les couleurs).
Au fil des épisodes, le personnage de Marlène prendra de l'importance, jusqu'à devenir une vraie enquêtrice, dans les pas du commissaire Laurence.

## Vie privée
Marlène est une belle jeune femme célibataire dont le modèle est Marilyn Monroe. Ravissante et naïve, inculte mais flaireuse, courageuse et investie, elle est tout ce que Laurence demande d'une secrétaire et sans doute même plus qu'il n'aurait jamais espéré en attendre. Bombe sensuelle tout en étant une femme traditionnelle, Marlène n’éveille guère qu'un désir basique et précis chez les hommes qui la croisent ou qu'elle rencontre, mais son rêve est de rencontrer son prince charmant et de fonder une famille. Et Laurence est pour elle ce prince charmant. Charmant mais mufle.
Sa sœur Solange Vanilos, qui n'était pas proche de Marlène parce que jalouse de l'affection que lui portait leur père dans leur jeunesse, est tuée dans l'épisode no 8, Pension Vanilos.
Dans Drame en trois actes (épisode no 21), Marlène rencontre le comédien Herbert Michel, le sosie du commissaire Laurence. Ils s’éprennent l'un de l'autre jusqu'à se marier. Mais juste avant l'échange des consentements à l’église, Marlène apprend qu'il est un assassin. Anéantie, elle développe une dépression nerveuse et, dans l’épisode no 24, Ding Dingue Dong, elle est internée dans une clinique psychiatrique.